# Georg Josef von Brentano
baron Georg Josef von Brentano (zm. 20 grudnia 1798) – niemiecki baron i dyplomata w służbie francuskiej i szwedzkiej.

## Życiorys
W roku 1788 szwedzki ambasador we Francji Erik Magnus Staël von Holstein, pozyskał Georga Josefa von Brentano do służby Szwecji, by wypełnił misję specjalną w Stambule. (1789-1791). W początkach grudnia 1788 wyjechał potajemnie z Paryża by spotkać się od potajemnie z królem Szwecji Gustawem III i omówić szczegóły przyszłej współpracy. Inicjatywa wyszła od samego niemieckiego barona.
Francuski MSZ Armand Marc de Montmorin Saint-Hérem, gdy dowiedział się o całej sprawie,  starał się utrudnić przejście Niemca ze służby francuskiej do szwedzkiej. Staël von Holstein był przekonany, że Francja doprowadzi swego "sojusznika" - Turcję do zguby, sam jako Szwed traktował Turcję - sojusznika przeciw Rosji, o wiele poważniej, starał się więc pod nosem Francuzów, ostrzec Turków. De Montmorin podejrzewał Szwedów o ten zamiar i starł się utrudnić jak mógł jego misję.
Szwedzki poseł w Konstantynopolu Gerhard Johan von Heidenstam przygotował, mimo trudności ze strony ambasady Francji, odpowiednie warunki do misji von Brentano.
21 kwietnia 1789 roku von Brentano wszedł w Nicei na statek płynący do Turcji. Listy dla Brentano miał tłumaczyć znawca Turcji Ignatius Moudragea d'Ohsson. D'Ohsson doradził baronowi, by ten podarował wielkiemu wezyrowi oprawiony w diamenty portret Gustawa III.  Erik Magnus Staël von Holstein polecił wykonać taki portret za 13.500 liwrów w Hadze.